# Belle Alliance
Belle Alliance is een album van de Duitse groep Ashra.
Op dit album zijn naast Manuel Göttsching, ook Lutz Ullbrich (gitaar, keyboards) en Harald Grosskopf (percussie, synthesizer) te horen. Het album is opgenomen in Frankfurt in juli 1979. Het is een meesterwerk op het gebied van Duitse instrumentale elektronische muziek, met krachtige ritmes, briljante gitaarspelen en andere arrangementen.

## Tracks
1. "Wudu" – 2:29
2. "Screamer" – 4:26
3. "Boomerang" – 3:29
4. "Aerogen" – 3:54
5. "Sausalito" – 4:24
6. "Kazoo" – 5:42
7. "Code Blue" – 15:03
8. "Mistral" – 3:41